# Johannes Schefferus
Johannes Schefferus, född 2 februari 1621 i Strassburg, död 26 mars 1679 i Uppsala, var en tysk-svensk lärd; innehavare av skytteanska professuren vid Uppsala universitet 1647. 

## Biografi
Johannes Schefferus föddes i Strassburg som son till köpmannen Johan Scheffer och hans hustru Elisabeth Kraschel. Han gjorde sig bemärkt vid universitetet där av filologen Johan Henrik Boeclerus redan innan han inskrevs vid universitetet. Efter kortare studier begav han sig på resa till Nederländerna, Schweiz och Leiden. När han var tillbaka i Strassburg 1643 och gav ut sin första skrift, De varietate navium ("om skeppens variation"), hade han gjort sig ett namn inom filologin.
Drottning Kristina kallade honom personligen till Sverige 1648 för att installeras som skytteansk professor i Uppsala. Därtill blev han utsedd till hedersprofessor i juridik (naturrätt och folkrätt) 1665, men avsade sig den positionen 1677 för att verka som bibliotekarie vid universitetet. Han tillhörde den första kullen medlemmar i Antikvitetskollegium när det öppnade 1666.
Att införa den klassiska filologin som vetenskapligt ämne i Sverige var Schefferrus främsta insats, men han var en mycket mångsidig vetenskapsman. Han skrev det första svenska verket i arkeologi, De orbibus tribus aureis, utgav Phaedrus fabler med de första textkritiska kommentarerna i svensk litteratur, samt den första bibliografin över litteratur som tryckts i Sverige. 
Han lät utge flera berömda verk som han försåg med kommentarer, däribland isländska sagor, Konunga och Höfvdinga Styrelse, och De vita et miraculis sancti Erici Sueciae regis ("om S:t Eriks, kung av Sverige, liv och mirakel"). Bland hans egna verk kan nämnas De stylo ("om stilen"), en handbok i retorik, Lapponia, en beskrivning av Lappland, och Svenska folkets ärominne, ett uppfostrande läromedel i svenskhet, och särskilt hans filologiska verk om klassiska antikviteter som kom ut i en serie om flera band, t.ex. de militia navali veterum. Libri Quatuor ad Historiam Graecam Latinamque Utiles ("Om flottan i antiken. Fyra böcker till gagn för den grekiska och romerska historien"), och De re vehiculari veterum libri duo ("om transportväsendet i antiken").  
Schefferus hamnade utan egen skuld i ett par långvariga konflikter med andra lärde, i första hand med Olof Verelius och senare med andra företrädare för den hyperboreiska skolan. Hans betydelse för det svenska utbildningsväsendet under sin samtid brukar dock allmänt betraktas som ojämförlig.
1648 äktade han Regina Loccenia, Johannes Loccenius dotter, och blev med henne far till landshövdingen, baron Peter Scheffer, och farfar till Carl Fredrik Scheffer och Ulrik Scheffer. En annan son var häradshövdingen Johan von Scheffer, som adlades 1698. En tredje son, Ivar Scheffer, blev genom sonen Henrik Teofilus Scheffer stamfar till adliga ätten Scheffer. Ett samtida porträtt av Johannes Schefferus av E. Jetsche finns på Gripsholms slott.